# 江油市华丰初级中学
江油市华丰初级中学，简称华丰初中，是四川省江油市的一所普通公办初级中学。华丰初中在1996年成立，前身为江油市城郊初中与江油市工农街初中。华丰初中有学生二千余人，教职工约一百五十人。

## 硬件设施
华丰初中位于江油市昌明河东岸，太平干道119号/华丰街119号。华丰初中校区占地约43亩，学生宿舍可容纳约1200名学生。所有教室里均配备有电视、投影系统、校内多媒体广播系统。学校亦有实验室、语音室、电教室、计算机网络教室，多媒体教室 、美术室、音乐室等功能教室。

## 教学情况

### 招生
华丰初中属于九年义务教育范围内的学校，进行6-9年级的基础教育。按照分区入学原则，华丰初中招收江油市文化街小学，世纪奥桥小学，诗城小学毕业学生以及部分体育特长生和农村户口学生。

### 分班
华丰初中分快慢班教学，教育资源向快班一侧倾斜。同时，亦有快班周末补课的行为存在。

## 争议
华丰初中作为公立学校对学生按照快慢班划分并且在教育资源上存在有意的不平等，有观点认为此行为加重了教育不公平的情况。